# 近藤玲奈
近藤玲奈（日语：／ Kondō Reina，1999年1月28日—）是千葉縣出身的日本女性聲優，Hirata Office所屬。

## 人物
曾經是《LOVE berry》雜誌的專屬模特兒，在觀看過《光之美少女》和《美少女戰士》後喜歡上動畫，希望能為自己喜歡的動畫配音。
2021年在日本古倫美亞旗下歌手出道。
暱稱是由網路節目《Ponycan Zen部！》的觀眾投票選出。

## 演出作品
粗體字為主要角色。

### 電視動畫
2015年
- 青春×機關鎗（女學生）
- 槍與面具（初等部男子）

2016年
- 卡片戰鬥先導者G 超越之門篇（野貓）
- 天真與閃電（女子班長）

2017年
- 動物朋友（小爪水獺[4]）
- 時間支配者（女子C、舞者C、女性A、少年）
- Just Because!（鈴木桃花[5]）

2018年
- Slow Start（一之瀨花名[6]）
- 擅長捉弄人的高木同學（ボブカット的女孩）
- 怪獸娘～奧特怪獸擬人化計劃～（瑪珈賈帕）
- Lostorage conflated WIXOSS（楓）
- 刀劍神域 Alicization（羅妮耶·阿拉貝魯）
- 我喜歡的妹妹不是妹妹（永見涼花[7]）

2019年
- 不吉波普不笑（末真和子[8]）
- 八月的棒球甜心（東雲龍[9]）
- Dr.STONE 新石紀（紅寶石）
- 海盜戰記（荷薩蘭特）
- 平凡職業造就世界最強（索娜·馬薩卡）
- 刀劍神域 Alicization War of Underworld（羅妮耶·阿拉貝魯）

2020年
- 異獸魔都（二階堂）
- 完美治癒♥光之美少女（女子）
- 刀劍神域 Alicization War of Underworld -THE LAST SEASON-（羅妮耶·阿拉貝魯、羅蘭涅·阿拉貝魯）
- 滿溢的水果塔（前原仁菜）

2021年
- 境界觸發者 2nd season（染井華）
- 堀與宮村（河野櫻）
- 暮蟬悲鳴時業（跟班）
- 魔卡派對（安雅·德·格倫加多十二世[10]）
- 憂國的莫里亞蒂（凱特）
- 關於我轉生變成史萊姆這檔事 轉生史萊姆日記（莉莉娜）
- 結城友奈是勇者 啾嚕！（伊予島杏）
- 真白之音（山里結）
- EDENS ZERO 伊甸星原（吧呦）
- 大運動會 ReSTART!（チャル・ヴァルター）
- 平穩世代的韋馱天們（梅爾可）
- 暮蟬悲鳴時卒（學生）
- 結城友奈是勇者-大滿開之章-（伊予島杏）

2022年
- 食鏽末世錄（貓柳帕烏）
- Hairpin Double（河合ひな／Hairpin Pink）
- 瓦尼塔斯的手札（シェーヴル）
- TRIBE NINE（雪谷榎木）
- 女忍者椿的心事（萩）
- Love Live! 虹咲學園學園偶像同好會（黑羽咲夜）
- Dr.STONE 新石紀 龍水（紅寶石）
- 我想成為影之強者！（希妲[11]）
- 秋葉原冥途戰爭（和平奈古美[12]）

2023年
- 狩火之王（木木人）
- 文豪Stray Dogs 第4期（播報員）
- 異世界悠閒農家（優莉）
- EDENS ZERO 伊甸星原（第2期）（吧呦）
- 可愛過頭大危機（費安娜·緹亞利[13]）
- 不知內情的轉學生不管三七二十一纏了上來。（安達海美[14]）
- 海盜戰記 SEASON 2（荷薩蘭特）
- 小鳥之翼（雀爾絲·凱）
- 勇者赫魯庫（女戰士／艾莉希雅[15]）
- 堀與宮村 -piece-（河野櫻[16]）
- 不死少女的謀殺鬧劇（卡蜜拉[17]）
- 我想成為影之強者！ 2nd season（希妲[18]）

2024年
- 月光下的異世界之旅 第二幕（塞莉茨）
- 偶像大師 閃耀色彩（風野灯織[19]）
- 蔚藍檔案 The Animation（陸八魔亞瑠[20]）
- Girls Band Cry（雛）
- 深夜Punch（乙美[21]）
- 去參加聯誼，卻發現完全沒有女生在場（撫子[22]）
- 偶像大師 閃耀色彩 2nd season（風野灯織[23]）

2025年
- #空帕斯2.0：陣地攻防戰（雙挽乃保[24]）

時期未定
- 魔法少女育成計畫restart（闇影葉爾[25]）
- 異世界四重奏3（希妲[26]）

### OVA
2015年
- 普通女高中生要做當地偶像 聖誕特別篇（女孩）

2017年
- Lostorage conflated WIXOSS -missing link-（枫）

### 遊戲
2015年
- Guardian Clash（蕾伊露）
- 車娘收藏（Move 第五代·LA100S型）
- 夢幻校園之星（結祈靜[27]）
- 魔女異聞錄：伊絲塔利亞傳說（勝利女神維多利亞）
- Valiant Knights（莉莉亞·梅努埃特[28]）
- 無限的金字形神塔（桃樂絲[29]）
- 新楓之谷 黑暗天堂（赫麗娜）
- 競速女孩（伴明日香[30]、丹治萌、救田杏美）

2016年
- 蒼藍雷霆 鋼佛特 爪（櫻花[31]）
- 我家公主最可愛（雅典娜）
- 御城收藏：RE～CASTLE DEFENSE～（日语：御城プロジェクト）（真田丸[32]）
- 卡利古拉（千葉登紀子）
- 問答RPG 魔法使與黑貓維茲（謝爾菈）
- 三國志物語（大喬）
- ＃COMPASS 戰鬥神意解析系統（雙挽乃保[33]）
- 少女與龍 －幻獸契約Cryptract－（尤克特拉希爾[34]）
- 靈魂行者（凱瑟琳[35]、阿魯卡）
- 為了誰的鍊金術師（絲碧卡[36]）
- 九十九姬（天羽羽斬）
- 龍族獵人COOP（頭像語音）
- 卡巴拉島～我想成為召喚士～（女僕安潔）
- 尤巴之徽（拉姆薩拉、溫達[37]）
- 燐光星語（阿蕾特）

2017年
- 企業☆女孩（帕提·芭提[38]）
- 八月的棒球甜心（東雲龍[39]）
- 結城友奈是勇者 花結的閃耀（伊予島杏[40]）
- 白貓Project（露露[41]）
- 怪物彈珠（莉貝）
- 魔法紀錄 魔法少女小圓外傳（粟根心）
- R.E.D 〜RAGE EXTINGUISH DAY〜（曲菲烟）

2018年
- ORDINAL STRATA（Azucena[42]）
- 闪耀幻想曲（一之濑花名[43]、前原仁菜）
- 心跳偶像（草壁野野香[44]）
- 偶像大師 閃耀色彩（風野灯織）
- 音擊（櫻井春菜）
- 天華百劍-斬-（小狐丸）
- 慟哭之星（幡田零）
- 說謊公主與盲眼王子（說書人）

2019年
- LoveR（篁莉里愛）
- ZENONZRAD（Nonoin Nillon）
- 動物朋友3（小爪水獺）
- 荒野的壽飛行隊（薄荷）

2020年
- 明日方舟（亚叶）
- 碧蓝航线（㭴野）
- 超異域公主連結 Re:Dive（雪菲）

2021年
- 蔚藍檔案（陸八魔亞瑠）
- Re:Stage!節奏舞步（前原仁菜）

2022年
- 无期迷途（莓丝）

### 廣播劇
2016年
- 乃木若葉是勇者（伊予島杏[45]）
- FRE-RADI☆（朱木茜[46]）
- 悠久的優芙莉亞（冬月澪奈[47]）

2021年
- 朋友的妹妹只纏着我（影石翠）

## 音樂CD

### 單曲
|     | 發售日       | 標題 | 規格產品編號 | 最高位 |
| --- | ------------ | ---- | ------------ | ------ |
| 1st | 2021年春預定 |      |              |        |

### 合作歌曲
| 樂曲 | 合作作品                            | 年份   |
| ---- | ----------------------------------- | ------ |
|      | 電視動畫《大運動會 ReSTART!》片尾曲 | 2021年 |

### 角色歌
| 發售日   | 商品名稱                                                            | 演唱名義 | 歌曲                                            | 備註                              |
| 2017年   | 2017年                                                              | 2017年 | 2017年                                          | 2017年                            |
| -------- | ------------------------------------------------------------------- | --- | ----------------------------------------------- | --------------------------------- |
| 11月24日 | 悠久的Euphoria BOOK Vol.1                                           | spectre | 「」                                            | 《悠久的Euphoria》相關歌曲        |
| 12月13日 | 動物朋友 廣播劇&角色歌專輯「Japari Café2」                          | 小爪水獺（近藤玲奈） | 「」                                            | 電視動畫《動物朋友》相關歌曲      |
| 12月13日 | 動物朋友 廣播劇&角色歌專輯「Japari Café2」                          | 動物餅乾＋背包（內田彩）×PPP／台詞－小爪水獺（近藤玲奈）、白臉角鴞（三上枝織）、雕鴞（上原明里）、長尾虎貓（山下麻美）、銀狐（相坂優歌）、北狐（三森鈴子） | 「」                                            | 電視動畫《動物朋友》相關歌曲      |
| 2018年   |                                                                     | |                                                 |                                   |
| 1月17日  | DREAMING-ING!!                                                      | 心跳偶像 project | 「DREAMING-ING!!」 「」                         | 遊戲《心跳偶像》相關歌曲          |
| 1月17日  | DREAMING-ING!!                                                      | 草壁野野香（近藤玲奈） | 「DREAMING-ING!!」                              | 遊戲《心跳偶像》相關歌曲          |
| 1月24日  | ne! ne! ne!                                                         | STARTails☆ | 「ne! ne! ne!」                                 | 電視動畫《Slow Start》片頭曲      |
| 1月24日  | ne! ne! ne!                                                         | STARTails☆ | 「」                                            | 電視動畫《Slow Start》片尾曲      |
| 3月14日  | Slow Start 角色歌專輯「Step by Step」                               | 一之瀨花名（近藤玲奈） | 「」                                            | 電視動畫《Slow Start》相關歌曲    |
| 3月14日  | 戀時雨                                                              | 心跳偶像 project | 「Jewelry days」                                | 遊戲《心跳偶像》相關歌曲          |
| 3月28日  | Slow Start BD、DVD第1卷特典CD                                       | 一之瀨花名（近藤玲奈）、百地玉手（伊藤彩沙） | 「」                                            | 電視動畫《Slow Start》相關歌曲    |
| 6月6日   | THE IDOLM@STER SHINY COLORS BRILLI@NT WING 01「Spread the Wings!!」 | 閃耀色彩 | 「Spread the Wings!!」 「Multicolored Sky」     | 遊戲《偶像大師 閃耀色彩》主題曲   |
| 7月4日   | THE IDOLM@STER SHINY COLORS BRILLI@NT WING 02                       | illumination STARS | 「」 「」 「Spread the Wings!!」                | 遊戲《偶像大師 閃耀色彩》相關歌曲 |
| 7月25日  | Slow Start BD、DVD第5卷特典CD                                       | 一之瀨花名（近藤玲奈）、京塚志溫（M·A·O）、万年大会（內田真禮）                                                                                            | 「」                                            | 電視動畫《Slow Start》相關歌曲    |
| 8月19日  |                                                                     | 有原翼（西田望見）、東雲龍（近藤玲奈）、野崎夕姬（南早紀）、河北智惠（井上穗乃花）                                                                         | 「」 「」 「」 「」                             | 遊戲《八月的棒球甜心》相關歌曲    |
| 8月19日  | 「」                                                                | 有原翼（西田望見）、東雲龍（近藤玲奈）、野崎夕姬（南早紀）、河北智惠（井上穗乃花）                                                                         | 遊戲《八月的棒球甜心》主題曲                    |                                   |
| 8月29日  | Slow Start BD、DVD第6卷特典CD                                       | STARTails☆ | 「」                                            | 電視動畫《Slow Start》相關歌曲    |
| 12月19日 | THE IDOLM@STER SHINY COLORS SE@SONAL WINTER                         | 閃耀色彩 | 「SNOW FLAKES MEMORIES」 「Let's get a chance」 | 遊戲《偶像大師 閃耀色彩》相關歌曲 |

### 组合成员
1. ↑  結城秋葉（日岡夏美）、月島美奈都（鈴木實里）、田中弗朗西斯卡（和久井優）、川口夏海（川井田夏海）、青山翼（青山吉能）、真田小幸村（高木友梨香）、片桐奈奈菜（稻川英里）、日比野記子（陽向沙織）、立川美翠（井上穗乃花）、立川朱音（山下七海）、草壁野野香（近藤玲奈）、伊澄泉（藤川茜）、日毬美咲（岩倉梓）、三田希少（金田晶）、朝霧春子（早瀨莉花）
2. 1 2  近藤玲奈、伊藤彩沙、嶺內智美、長繩麻理亞
3. ↑  結城秋葉（日岡夏美）、月島美奈都（鈴木實里）、真田小幸村（高木友梨香）、 片桐奈奈菜（稻川英里）、草壁野野香（近藤玲奈）
4. 1 2  櫻木真乃（關根瞳）、風野燈織（近藤玲奈）、八宮繚（峯田茉優）、月岡戀鐘（礒部花凜）、田中摩美美（菅沼千紗）、白瀨咲耶（八卷安奈）、三峰結華（成海瑠奈）、幽谷霧子（結名美月）、小宮果穗（河野日和）、園田智代子（白石晴香）、西城樹里（永井真里子）、杜野凜世（丸岡和佳奈）、有栖川夏葉（涼本秋穗）、大崎甘奈（黑木穗乃香）、大崎甜花（前川涼子）、桑山千雪（芝崎典子）
5. ↑  櫻木真乃（關根瞳）、風野燈織（近藤玲奈）、八宮繚（峯田茉優）

## 外部連結
- 事務所官方簡介 （页面存档备份，存于）（日語）
- 近藤玲奈的X（前Twitter）（日語）